# Gerichtsorganisation im Saargebiet
Die Gerichtsorganisation im Saargebiet bestand 1919 bis 1935.

## Allgemeines
Nach dem Ersten Weltkrieg wurde das Saargebiet gegen den Willen der Bevölkerung vom Deutschen Reich abgetrennt und unter die Verwaltung des Völkerbundes gestellt. In Bezug auf die saarländischen Gerichten hieß es im Friedensvertrag von Versailles:
„(1) Die im Saarbeckengebiet bestehenden Zivil- und Strafgerichte werden beibehalten.
(2) Von dem Regierungsausschuß wird ein Gerichtshof für Zivil- und Strafsachen eingesetzt, der die Berufungsinstanz für die vorerwähnten Gerichte zu bilden und auf den sachlichen Gebieten zu entscheiden hat, für die diese Gerichte nicht zuständig sind.
(3) Innere Verfassung und Zuständigkeit dieses Gerichtshofes werden von dem Regierungsausschuß geregelt.
(4) Die gerichtlichen Entscheidungen ergehen im Namen des Regierungsausschusses.“
(§ 25 der Anlage zu den Artikel 45 bis 50)
Die Gerichte blieben daher bestehen, jedoch kam es durch die veränderte Grenzziehung zu einigen Verschiebungen. Daneben wurde ein Oberster Gerichtshof für das Saargebiet eingerichtet.

## Die Regierungskommission des Saargebietes
Die Regierungskommission des Saargebietes bildete die Regierung des Saargebietes. Dort hatte die Abteilung des Mitglieds der Regierungskommission für Justiz, Kultus und Schulwesen die Funktion eines Justizministeriums und damit die Fachaufsicht über die ordentlichen Gerichte des Saargebietes.

## Der Oberste Gerichtshof
Der Oberste Gerichtshof des Saargebietes (Cour Suprême de Justice) mit Sitz in Saarlouis übernahm die Aufgaben, die bisher von den Oberlandesgerichten und dem Reichsgericht wahrgenommen wurden. Er wurde mit Verordnung vom 5. Januar 1921 eingerichtet und hatte zunächst je einen Senat für Zivil- und Strafsachen. Später wurde ein zweiter Zivilsenat eingerichtet.
Der Oberste Gerichtshof war zuständig für die Berufung gegen Endurteile des Landgerichts in Zivilsache und der Strafkammern erster Instanz in Strafsachen sowie Beschwerden gegen Urteile des Landgerichtes. Dies führte dazu, dass Zivilverfahren, die das Landgericht in zweiter Instanz entschied in keiner dritten Instanz mehr überprüft werden konnten. Für die Entscheidung in Fällen von Hochverrat und Landesverrat sowie in den Fällen, die ihm durch besonderes Gesetz zugewiesen wurden, war der Oberste Gerichtshof erste und letzte Instanz.

## Landgericht
Das Landgericht Saarbrücken blieb erhalten, büßte aber die Zuständigkeit für die außerhalb gelegenen Teile seines Gerichtsgebietes ein.
So gehörten die weiterhin preußischen Amtsgerichtsbezirke Baumholder und Grumbach nun zum Landgericht Koblenz, das auch für das ehemalige Fürstentum Birkenfeld zuständig war. Das Amtsgericht Homburg, das Amtsgericht Blieskastel und das Amtsgericht Merzig wurden dem Landgericht Saarbrücken nachgeordnet. Hinzu kamen jedoch das Amtsgericht Merzig (aus dem Landgerichtsbezirk Trier) und die drei bayerischen Amtsgerichte Blieskastel, Homburg und St. Ingbert.
Das Landgericht hatte acht Zivilkammern. Ursprünglich waren zwei Strafkammern eingerichtet worden. Eine weitere Strafkammer wurde später errichtet. Mit Verordnung vom 20. Mai 1933 wurden beim Landgericht „Schnellgerichte“ zur sofortigen Abarbeitung politischer Straftaten geschaffen. Mit Verordnung vom 15. Juli 1924 wurde eine Kammer für Zollsachen errichtet. Daneben bestand am Landgericht ein Schwurgericht, dass aus drei Richtern und zwölf Geschworenen bestand.

## Amtsgerichte
Im Saargebiet bestanden die folgenden Amtsgerichte:
| Amtsgericht             | Sitz        | Bisherige Zuordnung     | Anmerkungen              |
| ----------------------- | ----------- | ----------------------- | ------------------------ |
| Amtsgericht Saarbrücken | Saarbrücken | Preußen, LG Saarbrücken |                          |
| Amtsgericht Sulzbach    | Sulzbach    | Preußen, LG Saarbrücken |                          |
| Amtsgericht Völklingen  | Völklingen  | Preußen, LG Saarbrücken |                          |
| Amtsgericht Lebach      | Lebach      | Preußen, LG Saarbrücken |                          |
| Amtsgericht Saarlouis   | Saarlouis   | Preußen, LG Saarbrücken |                          |
| Amtsgericht Neunkirchen | Neunkirchen | Preußen, LG Saarbrücken |                          |
| Amtsgericht Ottweiler   | Ottweiler   | Preußen, LG Saarbrücken |                          |
| Amtsgericht Tholey      | Tholey      | Preußen, LG Saarbrücken |                          |
| Amtsgericht St. Wendel  | St. Wendel  | Preußen, LG Saarbrücken | mit verändertem Sprengel |
| Amtsgericht Merzig      | Merzig      | Preußen, LG Trier       |                          |
| Amtsgericht Homburg     | Homburg     | Bayern, LG Zweibrücken  | mit verändertem Sprengel |
| Amtsgericht St. Ingbert | St. Ingbert | Bayern, LG Zweibrücken  |                          |
| Amtsgericht Blieskastel | Blieskastel | Bayern, LG Zweibrücken  | mit verändertem Sprengel |

Das Aufgabenfeld der Amtsgerichte entsprach dem bisherigen Stand. Neu hinzu kamen die Aufwertungsstellen, die Mieteinigungsämter und die Jugendgerichte, die bei den Amtsgerichten eingerichtet wurden.
Aufgrund der Einführung der Frankenwährung wurden die Beträge, bis zu denen die Amtsgerichte zuständig waren, in Franc neu bestimmt. In Zivilsachen urteilten die Amtsgerichte bei Streitwerten bis zu 3000 Franc. Da dies wertmäßig nur die Hälfte des Betrags im Reich ausmachten, war das Landgericht deutlich stärker belastet.

## Verwaltungsgerichtsbarkeit
Für Angelegenheiten der Verwaltungsgerichtsbarkeit war der Verwaltungsausschuss und das Oberverwaltungsgericht zuständig. Der Verwaltungsausschuss übernahm für die preußischen Landesteile die Funktion des Bezirksaussusses in Trier und für die bayerischen Landesteile die des Senates der Kammer des Inneren der Kreisregierung in Speyer. Er teilte sich in zwei Abteilungen für die ehemals preußischen und bayerischen Landesteile.
Als oberste Instanz in Verwaltungsfragen entschied das Oberverwaltungsgericht. Es war organisatorisch mit dem Obersten Gericht verbunden und bestand aus dem Präsidenten sowie sechs Richtern des Obersten Gerichtes und fünf höheren Verwaltungsbeamten. Es ersetzte das Preußische Oberverwaltungsgericht bzw. den Bayerischen Verwaltungsgerichtshof. Für Fragen, welches Gericht in Verwaltungssachen zuständig ist, bestand der Kompetenzkonflikts-Gerichtshof für das Saargebiet. Er bestand aus vier Richtern des Obersten Gerichtes und drei Mitgliedern des Oberverwaltungsgerichtes. Die Mitglieder dieses selten zusammentretenden Gerichtes bestimmte der Präsident der Regierungskommission.

## Besondere Gerichte
An besonderen Gerichten bestanden im Saargebiet das Bergwerksgericht und die Kaufmanns- und Gewerbegerichte. Zu einer Einrichtung von Arbeitsgerichten und Finanzgerichten wie im Reich kam es im Saargebiet nicht.

## Militärgerichte
Mit Verordnung vom 29. Juni 1921 wurde festgelegt, dass die französischen Militärgerichte Verfahren auch gegen Zivilisten an sich ziehen konnten. Damit wurde die besatzungsrechtliche Regelung der Nachkriegszeit bestätigt. Mit dem Abzug der französischen Besatzungstruppen wurde diese Regelung gegenstandslos.